# 1869
Het jaar 1869 is het 69e jaar in de 19e eeuw volgens de christelijke jaartelling.

## Gebeurtenissen
februari
- 5 - Twee Engelse mijnwerkers vinden bij het Australische plaatsje Dunolly de grootste goudklomp uit de geschiedenis: 72 kilo.
- 17 - Dmitri Mendelejev stelt het periodiek systeem samen.
- 18 - Eerste complete uitvoering van Ein deutsches Requiem door Johannes Brahms.
- 23 - De Belgische koning Leopold II ondertekent de wet betreffende de overdracht van geconcedeerde spoorwegen, wat aanleiding geeft tot de Belgische spoorwegenkwestie, een diplomatiek conflict met Frankrijk.

maart
- 22 - Ingebruikname van het houtdok in de haven van Antwerpen.

april
- 6 - Celluloid wordt als eerste plastic gepatenteerd.
- 7 - De Nederlandse Landmacht krijgt een Regiment Geneeskundige Troepen.
- 7 - In Nederland worden oude benamingen van maten, waaronder het pond en de el, afgeschaft en vervangen door de decimale  aanduidingen, zoals kilogram en meter.
- 9 - De Hudson Bay Company draagt haar territoriale rechten over aan de Canadese Confederatie.
- 11 - De eerste wielerkoers op Belgische bodem vindt plaats in Gent.

mei
- 1 - De eerste paardentramlijn in België wordt geopend in Brussel tussen het Ter Kamerenbos en de Naamsepoort.
- 1 - In de kolonie Curaçao en Onderhorigheden worden het Nederlands Burgerlijk Wetboek en de Code Pénal van kracht, en wordt een Hof van Justitie ingesteld.
- 10 - In Utah wordt de Transcontinental Railroad voltooid – de spoorlijn tussen de oost- en de westkust van de Verenigde Staten.
- 14 - In Frankrijk wordt het Programma van Belleville gepubliceerd.
- 24 - Begin van de geografische expeditie van 1869, een tocht van drie maanden op de Green River en de Colorado.

juli
- 1 - In Nederland wordt het dagbladzegel afgeschaft. Kranten worden de helft goedkoper en dus voor een groot publiek bereikbaar. In plaats van het dagbladzegel voert minister Van Bosse een accijns op gedestilleerde drank in.
- 12 - Interpellatie van de 116 volksvertegenwoordigers in Frankrijk, waarbij leden van het Wetgevend Lichaam een oproep doen aan keizer Napoleon III om democratische hervormingen door te voeren.
- 17 - In Frankrijk komt de regering-Bonaparte IV aan de macht.

augustus
- 21 - De alpinist Paul Grohmann beklimt als eerste de  Grosse Zinne in de Dolomieten, Zuit-Tirol.

september
- 5 - Begin bouw van het quasi-middeleeuwse Slot Neuschwanstein, in opdracht van koning Ludwig II van Beieren.
- 24 - Beurskrach in New York ten gevolge van goudspeculaties. Deze dag gaat de geschiedenis in als Black Friday.
- 30 - De Stadsschouwburg Brugge opent haar deuren met de voorstelling van Les mousquetaires de la reine.

oktober
- 1 - De Duitse posterijen voeren als eerste de briefkaart in. Andere landen, waaronder België en Nederland, volgen snel.
- 31 - Officiële opening van de spoorlijn Waardenburg-Hedel door de Staat der Nederlanden, exploitant is de Maatschappij tot Exploitatie van Staatsspoorwegen. De treinen gaan rijden op 1 november.

november
- 3 - Het Fort Bijlmer schuift tien maanden na de oplevering langzaam achterwaarts van de paalfundering en deels in de gracht. Het gebouw is onherstelbaar beschadigd.
- 4 - In Engeland verschijnt het eerste nummer van het wetenschappelijk weekblad Nature.
- 17 - Het Suezkanaal wordt feestelijk geopend.
- 17 Oprichting van de Twentse firma Jansen & Tilanus die tricot voor ondergoed gaat maken in haar stoomweverij.

december
- 1 - Oprichting in Utrecht van het St. Bernulphusgilde, dat de kerkelijke kunst en architectuur wil bevorderen.
- 8 - In Rome opent paus Pius IX het Eerste Vaticaans Concilie.
- 10 - De Amerikaanse staat Wyoming voert als eerste land ter wereld het vrouwenkiesrecht in.
- 28 - De Amerikaan William Finley Semple krijgt octrooi op kauwgom.

zonder datum
- Zénobe Gramme, een Belgische elektro-ingenieur vindt de dynamo uit.
- Charles Woeste richt het Verbond van Katholieke Kringen op. Dit is een reactie op het toenemende antiklerikalisme van de Belgische liberalen.

## Muziek
- 11 februari: eerste uitvoering van Troubadouren van Halfdan Kjerulf
- 18 april: eerste uitvoering van Kalanus van Niels Gade
- 5 juni: waarschijnlijk enige uitvoering van Andante quasi allegretto van Agathe Backer-Grøndahl
- 10 december: eerste uitvoering van Les brigands van Jacques Offenbach

## Beeldende kunst

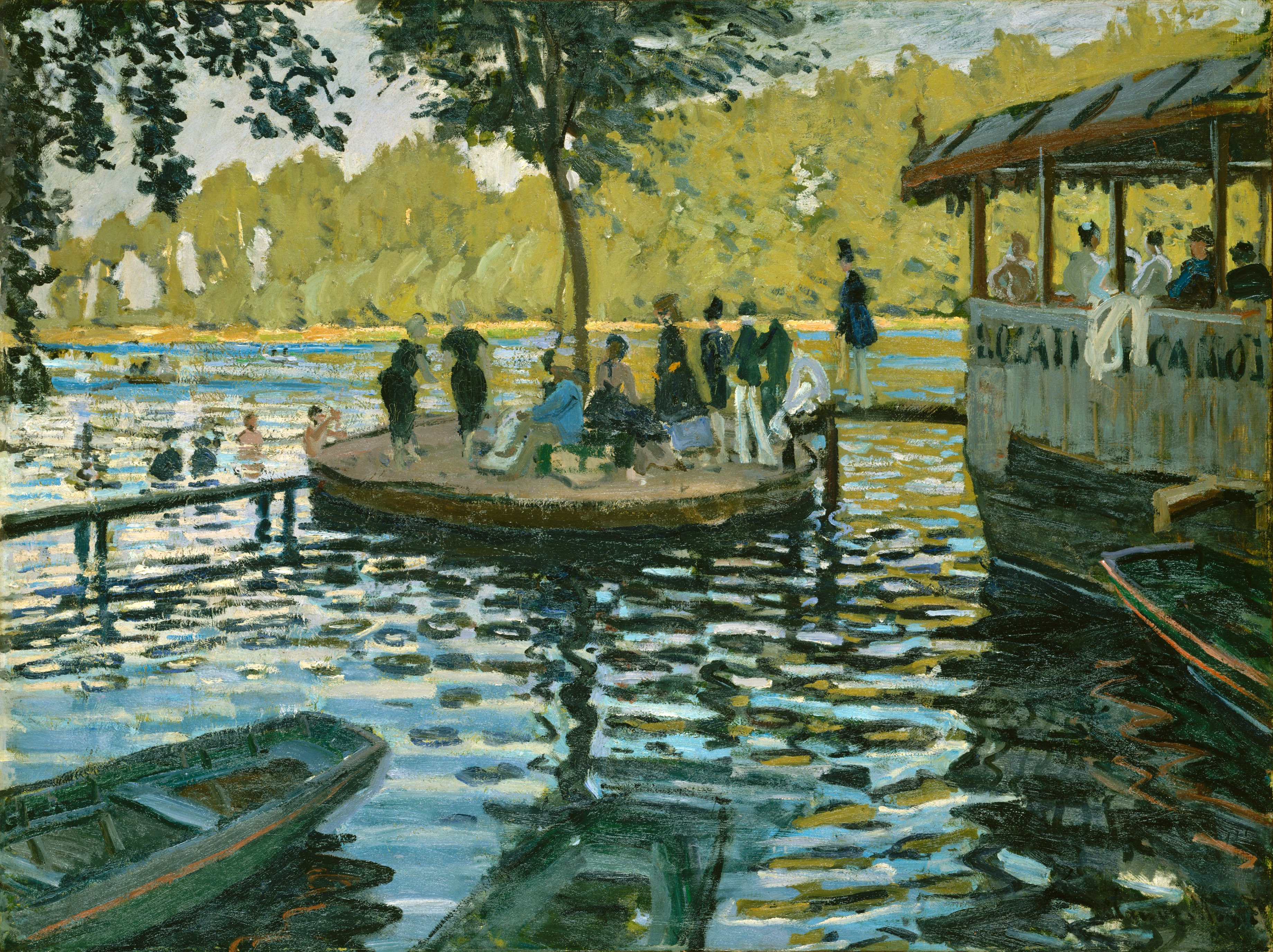
La Grenouillère (1869), Claude Monet, Metropolitan Museum
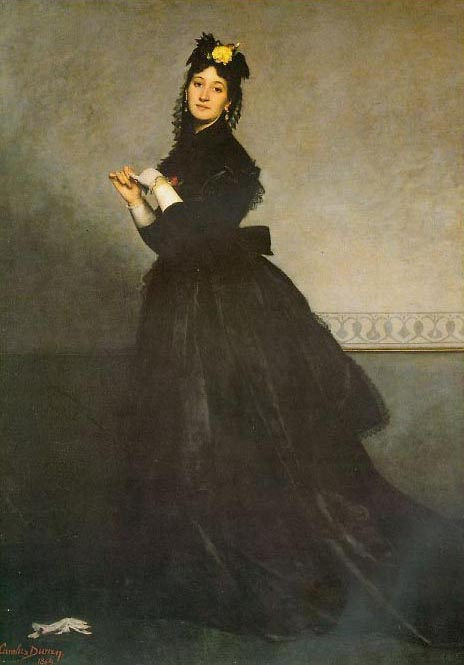
De dame met de handschoen (1869), Carolus-Duran, Musée d'Orsay

## Bouwkunst

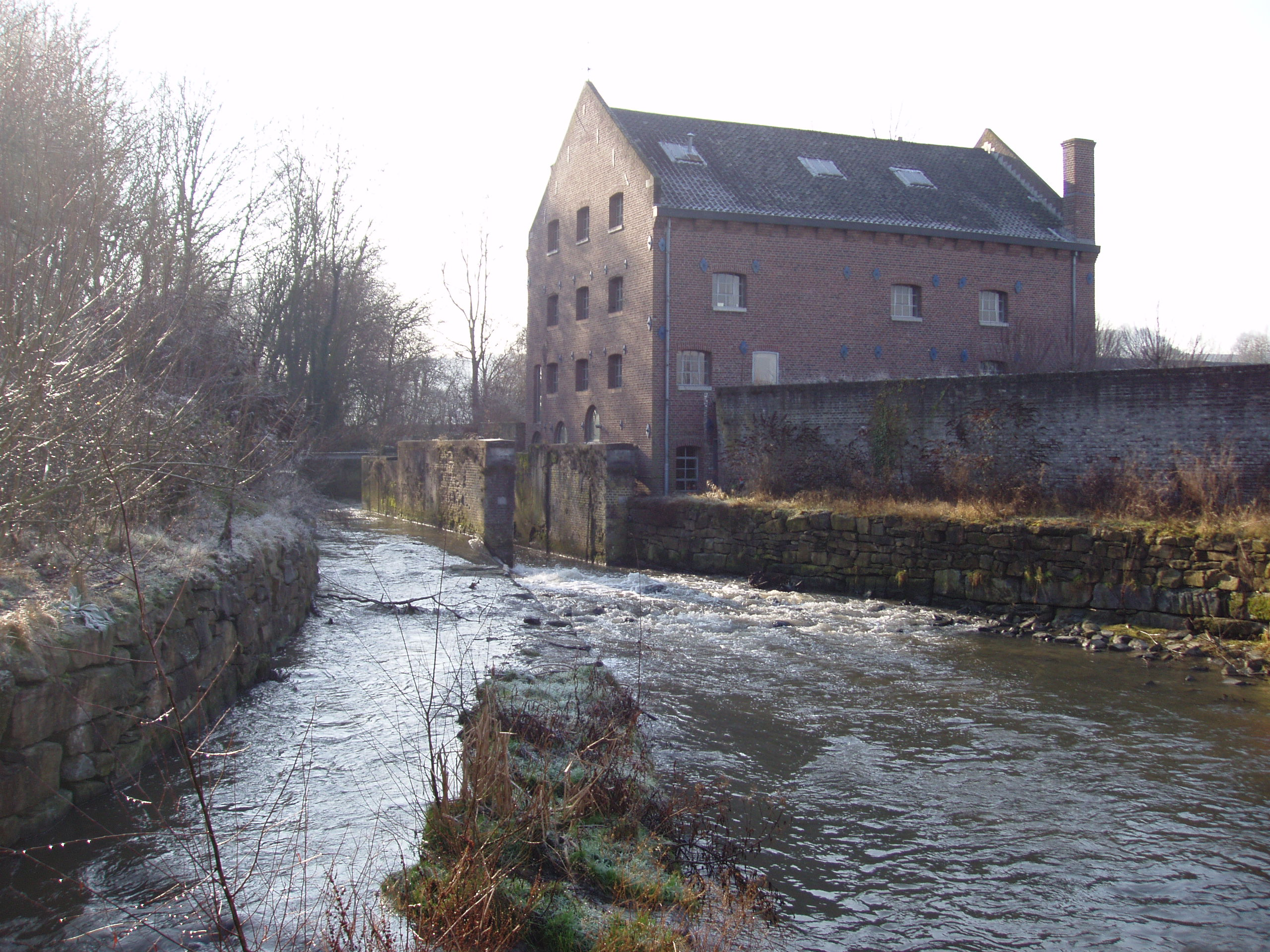
Nekummermolen, Maastricht (1869)

## Geboren

### januari
- 21 - Grigori Raspoetin, Russisch monnik en politiek adviseur (overleden 1916)
- 31 - Henri Carton de Wiart, Belgisch politicus (overleden 1951)

### februari
- 12 - Kien Phuc, regerend keizer van Vietnam (overleden 1884)
- 14 - Karel de Bazel, Nederlands architect (overleden 1923)

### maart
- 3 - Henry Wood, Brits componist en dirigent (overleden 1944)
- 8 - Frans Jozef Bolsius, Nederlands advocaat en politicus (overleden 1951)
- 9 - Honoré Ruyssen, Belgisch apotheker, fotograaf en beeldhouwer (overleden 1957)
- 22 - Emilio Aguinaldo, Filipijns president (1899-1901; overleden 1964)

### april
- 4 - Mary Colter, Amerikaans architecte en designer (overleden 1958)
- 5 - Albert Roussel, Frans componist (overleden 1937)
- 6 - Louis Raemaekers, Nederlands tekenaar (overleden 1956)
- 8 - Harvey Cushing, Amerikaans neurochirurg, beschreef de ziekte van Cushing (overleden 1939)
- 10 - Jane Thylda, Frans actrice en societyfiguur (overleden 1935)
- 17 - Rients Feikes de Boer, Nederlands boer en politicus (overleden 1951)
- 23 - Boris Rosing, Russisch natuurkundige en televisiepionier (overleden 1933)
- 25 - Henri-Désiré Landru, Frans seriemoordenaar (overleden 1922)

### mei
- 5 - Hans Pfitzner, Duits componist en dirigent (overleden 1949)
- 10 - Rudolph Magnus Forwald, Noors componist/organist (overleden 1936)
- 12 - Carl Schuhmann, Duits sporter (overleden 1946)
- 18 - Rupprecht van Beieren, laatste kroonprins van Beieren (overleden 1955)

### juni
- 11 - Lodewijk Thomson, Nederlands militair (overleden 1914)
- 11 - Arthur Augustus Zimmerman, Amerikaans wielrenner (overleden 1936)
- 14 - Edgar Chadwick, Engels voetballer en trainer (overleden 1942)
- 14 - Hendrikus Colijn, Nederlands staatsman (overleden 1944)
- 27 - Hans Spemann, Duits embryoloog en Nobelprijswinnaar (overleden 1941)

### juli
- 7 - Frank Bunker Gilbreth, Amerikaans wetenschapper (overleden 1924)
- 10 - Kálmán Kandó, Hongaars elektrotechnicus en uitvinder (overleden 1931)
- 11 - Pio Valenzuela, Filipijns politicus en leider van de Filipijnse revolutionaire beweging Katipunan (overleden 1956).
- 25 - Platon Kulbusch, Russisch-orthodox bisschop van Tallinn (overleden 1919)
- 26 - Julius Brouwers, Nederlands-Belgisch kunstschilder (overleden 1955)

### augustus
- 2 - Louis Marie Rollin Couquerque, Nederlands jurist (overleden 1960)
- 14 - Armas Järnefelt, Fins componist/dirigent (overleden 1958)
- 18 - Gustav Grade, Duits variétéartiest (overleden 1935)

### september
- 3 - Fritz Pregl, Oostenrijks chemicus en Nobelprijswinnaar (overleden 1930)
- 4 - Geert Aeilco Wumkes, Nederlands theoloog, predikant en (Fries) historicus (overleden 1954)
- 20 - Marcel Cachin, Frans communistisch politicus en journalist (overleden 1958)
- 21 - Carlo Airoldi, Italiaans atleet (overleden 1929)
- 24 - John Stone Stone, Amerikaans elektrotechnicus en uitvinder (overleden 1943)
- 30 - Cornélie Noordwal, Nederlands schrijfster (overleden 1928)

### oktober
- 2 - Mahatma Gandhi, Indiaas pacifist en politicus (overleden 1948)
- 15 - Francisco Largo Caballero, Spaans politicus (overleden 1946)
- 23 - J.H. Speenhoff, Nederlands kleinkunstenaar (overleden 1945)
- 25 - Jan Samijn, Belgisch syndicalist (overleden 1933)
- 26 - Washington Luís Pereira de Sousa, Braziliaans politicus (overleden 1957)

### november
- 4 - Edward Abeles, Amerikaans acteur (overleden 1919)
- 13 - Helene Stöcker, Duits seksueel hervormster, pacifiste, filosofe, publiciste, auteur en radicaal vrouwenrechtenactiviste (overleden 1943)
- 16 - Joseph Vacher, Frans seriemoordenaar (geëxecuteerd 1898)
- 22 - André Gide, Frans schrijver (overleden 1951)
- 23 - Valdemar Poulsen, Deens ingenieur en uitvinder (overleden 1942)

### december
- 1 - Suze Middendorp, Nederlands kunstschilderes (overleden 1973)
- 3 - Francisco Liongson, Filipijns politicus (overleden 1919)
- 6 - Mathieu Cordang, Nederlands wielrenner (overleden 1942)
- 24 - Henriette Roland Holst, Nederlands dichteres en socialiste (overleden 1952)
- 30 - Adolphe Max, Belgisch politicus (overleden 1939)
- 31 - Anna van Gogh-Kaulbach, Nederlands  roman- en toneelschrijfster (overleden 1960)
- 31 - Henri Matisse, Frans kunstschilder (overleden 1954)

## Overleden
januari
- 9 - Paul Huet (65), Frans kunstschilder
- 22 - Kroonprins Leopold van België (9)

februari
- 13 - Robert Braithwaite Martineau (43), Engels kunstschilder
- 27 - Joost Hiddes Halbertsma (79), Nederlands schrijver en dominee
- 28 - Alphonse de Lamartine (78), Frans dichter en staatsman

maart
- 8 - Hector Berlioz (65), Frans componist

april
- 20 - Carl Loewe (72), Duits componist, organist, pianist en zanger
- 29 - Marie-Amélie Cogniet (71), Frans kunstschilder

mei
- 25 - Charles Fremantle (68), Brits marineofficier waarnaar de West-Australische havenstad Fremantle is vernoemd

september
- 26 - Frederick Bakewell (68), Engels natuurkundige en uitvinder

oktober
- 8 - Franklin Pierce (64), veertiende president van de Verenigde Staten
- 13 - Charles Augustin Sainte-Beuve (64), Frans schrijver en criticus

december
- 19 - Eugène Mage (32), Frans marineofficier en ontdekkingsreiziger

## Weerextremen in België
- 31 januari: hoogste maximumtemperatuur ooit op deze dag: 13,3 °C.
- 1 februari: hoogste etmaalgemiddelde temperatuur ooit op deze dag: 11,5 °C.
- augustus: augustus met hoogste luchtdruk: 1020,9 hPa (normaal 1015,7 hPa).

Bron: KMI Gegevens Ukkel 1901-2003  met aanvullingen 